# Jogo eletrônico de rolagem lateral

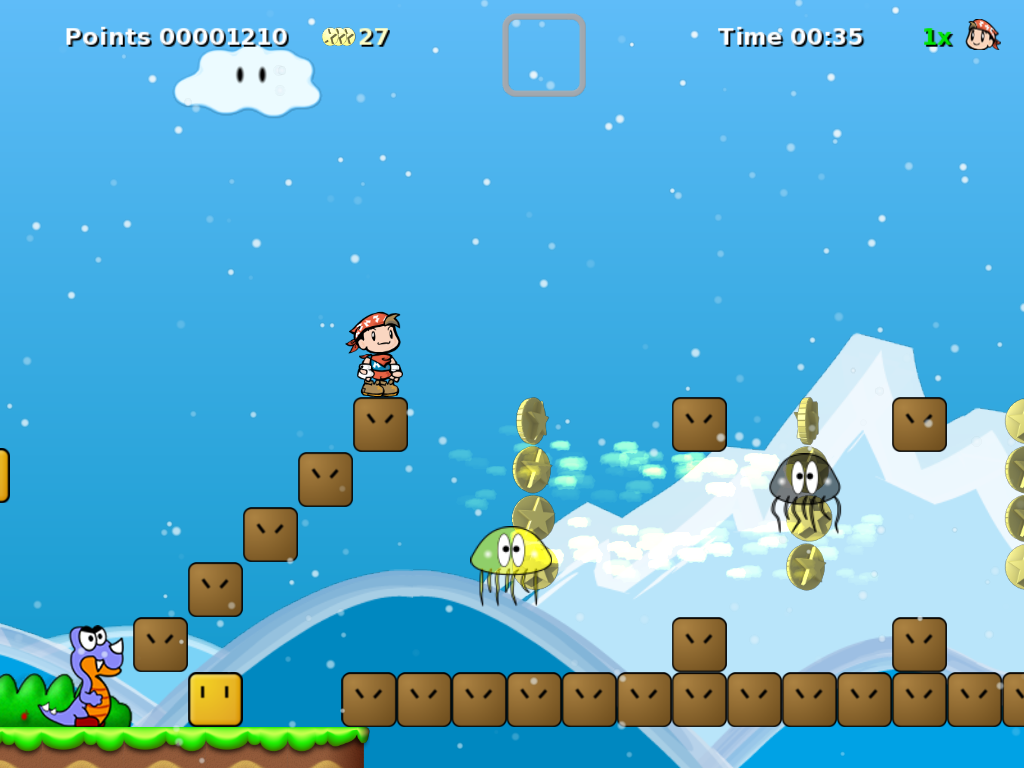
Secret Maryo Chronicles, um videogame com rolagem lateral

Um jogo de rolagem lateral ou rolagem lateral, também conhecido como side-scroller, é um jogo eletrônico no qual a jogabilidade é vista do ângulo da câmera de visão lateral e, à medida que o personagem do jogador se move para a esquerda ou para a direita, a tela rola com ele. A mudança de gráficos de tela única ou flip-screen para gráficos de rolagem, durante a era de ouro dos arcades e nos consoles de terceira geração, provaria ser um salto crucial no design de jogos, comparável à mudança para gráficos 3D durante a quinta geração de jogos.

## Uso da rolagem lateral
Um uso comum do formato de rolagem lateral está no gênero de jogo de plataforma. Jogos de plataforma são jogos de ação que apresentam saltos, escaladas e corridas em diversos níveis. Super Mario Bros. (1985) está entre os jogos de rolagem lateral mais famosos desse tipo.
O formato de rolagem lateral também é popular entre os beat 'em ups, como a popular série Battletoads. A rolagem lateral às vezes é usada em jogos de RPG, como o jogo 2D Bookworm Adventures Deluxe ou o MMORPG coreano Montaro. Frequentemente, nos beat 'em ups, a tela rolará até um certo ponto, depois parará e exigirá que os inimigos na tela sejam derrotados antes de prosseguir.
Outro uso popular do formato de rolagem lateral está no gênero de tiro, tipificado por jogos como o R-Type e, mais recentemente, Jets'n'Guns. Neste estilo de jogo, o jogador geralmente começa com uma nave básica que voa da esquerda para a direita e adquire Power-ups que lhes permitem enfrentar uma horda cada vez maior de inimigos. Esse gênero tem suas raízes em jogos rápidos como o Defender.
Nos videogames que usam rolagem lateral, geralmente a tela avança seguindo a velocidade e a direção do personagem do jogador, e também pode retroceder para as partes visitadas anteriormente de um nível. Em outros jogos ou níveis, a tela segue o personagem do jogador, mas apenas rola para a frente, não para trás; portanto, depois que algo passa pela parte de trás da tela, ele não pode mais ser visitado. Alguns jogos têm estágios em que a tela avança sozinha a uma velocidade constante, e o jogador deve acompanhar a tela, tentando evitar obstáculos e coletar coisas antes que passem da tela. A tela em shoot em' ups, como R-type geralmente rola sozinha desta maneira. A série Mario usou todas essas três maneiras diferentes de rolagem lateral.
Na maioria das vezes, a tela de um videogame com rolagem lateral segue o personagem do jogador e tenta mantê-lo próximo ao centro da tela. Outros jogos ajustam a tela com o movimento do personagem, deixando o personagem fora do centro na direção oposta ao seu movimento, mostrando mais espaço na frente do personagem do que atrás dele.
Um jogo pode usar a mecânica de rolagem lateral sem ser considerado um jogo de rolagem lateral. Um desses jogos é Awesomenauts, onde uma mecânica de rolagem lateral é usada, mas como o objetivo não é simplesmente atingido rolando para o lado, ele não é considerado um side-scroller.

## História

### Atiradores de rolagem lateral
Bomber da Sega era um jogo de tiro de fliperama lançado em abril de 1977. Defender (1981), lançado pela Williams Electronics, foi um grande avanço, pois permitiu que o mundo do jogo se estendesse além dos limites de uma única tela estática. Defender incluiu um minimapa, ou radar, também usado nos jogos de 1980 Battlezone e Rally-X.
Em 1981, Scramble foi o primeiro side-scroller com vários níveis distintos. A arte do formato de rolagem lateral foi bastante aprimorada pela rolagem de paralaxe, usada para dar uma ilusão de profundidade. As imagens de plano de fundo são apresentadas em várias camadas que rolam em taxas diferentes, assim os objetos mais próximos do horizonte rolam mais lentamente do que os objetos mais próximos do visualizador. Moon Patrol é geralmente creditado com a introdução deste recurso em 1982, embora o Jungle Hunt de Taito também possua rolagem de paralaxe e foi lançado no mesmo ano.
Em 1984, o Hover Attack para o Sharp X1 foi um dos primeiros atiradores de run & gun que rolavam livremente em todas as direções e permitiam ao jogador atirar tanto na diagonal quanto na frente. Em 1985, foi lançado o Thexder, um título inovador para jogos de tiro em plataforma.
Em 1985, o jogo de tiro de rolagem lateral da Konami, Gradius, deu ao jogador maior controle sobre a escolha do armamento, introduzindo outro elemento de estratégia. O jogo também introduziu a necessidade do jogador memorizar níveis, para conseguir algum tipo de sucesso. Gradius, com seu protagonista icônico, definiu o shoot'em up de rolagem lateral e gerou uma série que abrange várias sequências.
O Contra de 1987 foi particularmente aclamado por sua mira multidirecional e jogabilidade cooperativa para dois jogadores. No entanto, no início dos anos 90 e a popularidade dos consoles de 16 bits, o gênero de jogos de rolagem estava superlotado, com os desenvolvedores lutando para destacar seus jogos.

### Jogos de corrida com rolagem lateral
O Speed Race de Taito, um jogo de corrida de 1974 projetado por Tomohiro Nishikado, apresentava rolagem vertical aérea. O Super Bug  (1977) da Kee Games e o Fire Truck (1978) da Atari têm uma rolagem multidirecional de cima para baixo. Ambos os jogos são em preto e branco, embora Super Bug use uma sobreposição amarela no centro da tela. Em 1980, o jogo de corrida da Namco, Rally-X, também permitia rolar em várias direções, e é possível puxar a tela rapidamente em qualquer direção. Ele também apresenta um exemplo inicial de um radar, para mostrar a localização do carro no mapa.
O Grand Prix da Activision é um jogo de corrida com rolagem lateral para o Atari 2600, publicado em 1982. Em 1984, outros jogos de corrida eram jogados com uma visão de side-scrolling, incluindo o Excitebike da Nintendo, Jumping Cross da SNK e Mystic Marathon da Williams Electronics, um jogo de corrida a pé com rolagem horizontal entre criaturas de fantasia.

### Plataformas de rolagem
O primeiro jogo de plataforma de rolagem foi o Jump Bug, um platform-shooter lançado em 1981. Os jogadores controlavam um carro que quica e o navegavam para pular em várias plataformas, como edifícios, nuvens e colinas. Ele apresentava níveis que rolavam horizontalmente e verticalmente.
Em 1984, Pac-Land levou o jogo de plataformas de rolagem um passo adiante, aspirando a ser mais do que um simples jogo de obstáculos. Não foi apenas um título de sucesso, mas mais se assemelhou com jogos de plataformas de rolagem posteriores como Wonder Boy e Super Mario Bros. Ele também apresentava rolagem parallax em múltiplas camadas. Nesse mesmo ano, foi lançado o Legend of Kage, que oferecia níveis que se estendiam em todas as direções. A Sega lançou o Flicky, um jogo de plataformas simples com níveis de rolagem horizontal que apresentaram seu primeiro personagem mascote. A Namco acompanhou Pac-Land com o jogo com tema de fantasia, Dragon Buster, no ano seguinte.
O jogo de plataformas da Nintendo Super Mario Bros., lançado para o Nintendo Entertainment System em 1985, tornou-se o arquétipo a ser seguido por muitos jogos de plataformas de rolagem. O título vendeu mais de 40 milhões de cópias, de acordo com o Guinness Book of World Records de 1999. Seu sucesso contribuiu bastante para popularizar o gênero durante a geração de console de 8 bits. A Sega tentou emular esse sucesso com a série Alex Kidd, bem como com a série Wonder Boy. Os jogos posteriores do Wonder Boy também foram notáveis por combinar elementos de aventura e role-playing com a plataforma tradicional.

### Beat 'em ups de rolagem lateral
Em 1984, o Kung-Fu Master, inspirado no cinema de Hong Kong, lançou as bases para os beat 'em ups de rolagem lateral com sua jogabilidade simples e vários inimigos. Também em 1984, Karateka experimentou com sucesso adicionar enredo à sua ação de combate. Foi também o primeiro side-scroller a incluir cenas cinemáticas.
Em 1986, Nekketsu Kōha Kunio-kun se desviou dos temas das artes marciais dos jogos beat 'em up anteriores e introduziu a briga de rua ao gênero. A adaptação ocidental Renegade (lançada no mesmo ano) acrescentou um enredo de underworld revenge que se mostrou mais popular entre os jogadores do que os esportes de combate de outros jogos. O Renegade estabeleceu o padrão para futuros jogos de beat 'em up, pois introduziu a capacidade de se mover horizontal e verticalmente.
Em 1987, o lançamento de Double Dragon deu início a uma "Era de Ouro" para o gênero beat 'em up, que durou quase 5 anos. O jogo foi projetado como o sucessor espiritual do Technos Japan para Renegade, mas levou o gênero a novas alturas com seu conjunto detalhado de ataques de artes marciais e sua excelente jogabilidade cooperativa para dois jogadores. O sucesso de Double Dragon resultou em grande parte em uma enxurrada de beat 'em ups que ocorreram no final dos anos 80, onde títulos aclamados como Golden Axe e Final Fight (ambos 1989) se distinguiram dos outros. Final Fight foi a continuação pretendida pela Capcom para Street Fighter (provisoriamente intitulado Street Fighter '89 ), mas a empresa finalmente deu a ele um novo título.  Aclamado como o melhor jogo do gênero, Final Fight gerou duas sequências e depois foi portado para outros sistemas. Golden Axe foi aclamado por sua ação visceral de hack e slash e modo cooperativo, e foi influente com a sua seleção de vários protagonistas com estilos de luta distintos. É considerado um dos títulos mais fortes do beat 'em up por seus elementos de fantasia, distinguindo-o dos cenários urbanos vistos em outros beat' em ups.

### No PC IBM
A rolagem lateral era um fenômeno bem conhecido nos fliperamas e em vários jogos domésticos de console e computador dos anos 80, pois eles geralmente possuíam hardware otimizado para tarefas como a família Atari de 8 bits e o Commodore 64, mas PCs compatíveis com IBM não tinham. A rolagem suave nos PCs IBM em software era um desafio para os desenvolvedores. Havia um pequeno número de jogos de fliperama de rolagem suave portados para PC no início dos anos 80, incluindo Moon Patrol e Defender. A segunda versão do Sopwith, lançada em 1986, também apresentava rolagem suave.
Em 1990, John Carmack, na época trabalhando na Softdisk, desenvolveu uma técnica de rolagem suave conhecida como atualização adaptativa de ladrilhos. A técnica foi demonstrada com o jogo de prova de conceito Dangerous Dave in Copyright Infringement, que era um clone do primeiro nível de Super Mario Bros. 3, mas com Mario substituído pelo personagem Dangerous Dave dos jogos anteriores do Softdisk. O sucesso da demonstração levou Carmack e outros da Softdisk a renunciarem e formarem sua própria empresa, a id Software. A Id Software desenvolveu o Commander Keen naquele mesmo ano, que foi o primeiro jogo de plataforma para PC disponível ao público a apresentar gráficos com rolagem suave.